# Baiuca
Alejandro Guillán Castaño (Catoira, 1990), mais conhecido pelo nome artístico Baiuca, é um músico, compositor, produtor musical e disc jockey espanhol de origem galega.
O seu estilo musical é caracterizado por uma mistura de música electrónica com sons, instrumentos e ritmos da música tradicional galega, inspirando-se na folktrónica. Até 2017 produziu música pop sob o nome de Alex Casanova. Actualmente mora em Madrid.

## Discografia

### Como Alex Casanova

#### Álbum
- Antagonásia (2014)[6]

### Como Baiuca

#### Álbuns de estúdio
- Solpor (2018)[7][8]
- Embruxo (2021)

#### Singles
- Muiñeira (2017)
- Queimada (2017)
- Mozas  (2017)
- Muinho (2018)
- Morrinha (2018)
- Olvídame (2018) (com Aliboria)
- Caroi (2019)
- Mangüeiro (2019)
- Fisterra (2019) (com Carlangas)
- Caravel (2019) (com Nita)
- Fisterra (El Buho Dub) (2020)
- Paisaxes (2020)
- Adélia (2020) (com Haēma)
- Luar (2021) (com Lilaina)
- Veleno (2021) (com Rodrigo Cuevas)
- Meigallo (2021) (com Lilaina)
- Solstício (2022) (com Carlos Núñez)
- Paxaro do Demo (2022) (com Xoel López)
- Vai tu (2023) (com Leilia)

#### EPs
- 2019 – Misturas (também na versão 10 polegadas)
- 2019 – Grabaciones SON Estrella Galicia - Diez Años - Diez Canciones Vol. 03 (com Cartangas e Nita; em versão LP)
- 2020 – Adélia (com Haēma; em versão LP)
- 2023 – Diamante / La Mare (com Alba Reche; em versão LP)

## Prémios e distinções
- Prémio MIN da música independente espanhola
  - 2022 – Indicado como melhor artista emergente
  - 2022 – Indicado para melhor produção musical
  - 2022 – Indicado para Melhor Álbum por Embruxo
  - 2022 – Melhor álbum em galego para Embruxo
  - 2022 – Melhor gravação de música eletrônica para Embruxo
  - 2022 – Indicado para melhor música por Veleno